# Montana Jordan
Montana Jordan (Longview, 8 de março de 2003) é um ator norte-americano.
Nascido em Longview, Texas, ele cresceu em Ore City, Texas. Em outubro de 2015, ele foi escalado para seu primeiro papel, sendo selecionado entre 10 000 candidatos para o papel de Jaden no filme The Legacy of a Whitetail Deer Hunter (em português: Minha Primeira Caçada) dirigido por Jody Hill, a comédia é estrelada por Josh Brolin que interpreta o pai de Jaden; lançado mundialmente em março de 2018 e na Netflix em 6 de julho de 2018.
Em março de 2017, Jordan foi escalado para interpretar George "Georgie" Cooper, Jr., o irmão mais velho de Sheldon Cooper, na série de televisão Young Sheldon, um spin-off de  The Big Bang Theory.